# علم تضاريس النبات
علم تضاريس النبات أو علم مورفولوجيا النبات (بالإنجليزية: Phytogeomorphology) هو دراسة كيفية تأثير سمات التضاريس على نمو النبات. كان موضوعًا لأطروحة كتبها هوارد وميتشل في عام 1985، الذين كانوا يفكرون في النمو والتنوع الزماني والمكاني المتنوع الموجود في الغابات، لكنهم أدركوا أن عملهم كان له أيضًا تطبيق على الزراعة، والعلوم الجديدة نسبيًا (في ذلك الوقت) الزراعة الدقيقة. تتمثل فرضية هوارد وميتشل في أن التضاريس أو ميزات التضاريس ثلاثية الأبعاد للأرض تؤثر بشكل كبير على كيفية ومكان نمو النباتات (أو الأشجار في حالتهم). منذ ذلك الوقت، زادت القدرة على تعيين أشكال وميزات التضاريس وتصنيفها بشكل كبير. أتاح ظهور نظام تحديد المواقع العالمي (GPS) رسم خريطة تقريبًا لأي متغير قد يرغب المرء في قياسه. وهكذا، نشأ وعي متزايد للغاية بالتنوع المكاني للبيئة التي تنمو فيها النباتات. لقد أتاح تطوير تقنية مثل ليدار المحمول جواً القياس التفصيلي لميزات التضاريس إلى أفضل من المتر الفرعي، وعند دمجها مع RTK-GPS (دقة تصل إلى 1 مم) يتيح إنشاء خرائط دقيقة للغاية لمكان وجود هذه الميزات. تظهر مقارنة خرائط الأشكال الأرضية هذه مع تعيين المتغيرات المتعلقة بنمو المحاصيل أو النبات ارتباطًا قويًا (انظر أدناه للحصول على أمثلة ومراجع للزراعة الدقيقة).

## علم تضاريس النبات والزراعة الدقيقة
بينما يدرس علم تضاريس النبات العلاقة بين سمات النباتات والتضاريس بشكل عام، فإنه يمكن أيضًا تطبيقه على الزراعة الدقيقة من خلال دراسة التباين الزماني والمكاني لنمو المحاصيل داخل الحقول الزراعية. هناك بالفعل حجم من العمل، على الرغم من أنهم لا يستخدمون مصطلح علم تضاريس النبات على وجه التحديد، والذي يعتبر سمات تضاريس حقل المزرعة على أنها تؤثر على إنتاجية المحاصيل ونموها، يقدم لمحة عامة مبكرة عن تطبيق ميزات التضاريس على الزراعة الدقيقة، ولكن واحدة من أقدم الإشارات إلى هذه الظاهرة في الزراعة كانت من ويتاكر في عام 1967. يتضمن العمل الأحدث دراسة مدتها ست سنوات لاستقرار الغلة الزمانية والمكانية على مدى 11 عامًا، ودراسة مفصلة عن ذلك في مزرعة رقعة صغيرة في البرتغال. يمكن استغلال هذا التباين لإنتاج غلات أعلى وتقليل التأثير البيئي للزراعة - وبالتالي إعادة ربح أعلى للمزارع من حيث زيادة الغلة الإجمالية وكميات أقل من المدخلات. يمكن تحقيق العلم الجديد للتكثيف المستدام للزراعة الذي يعالج الحاجة إلى إنتاجية أعلى من الحقول الحالية من خلال بعض التطبيقات العملية لعلم التشكل النباتي المطبق على الزراعة الدقيقة.
كان العمل في هذا المجال يحدث منذ عدة سنوات، ولكنه عمل بطيء ومضجر في بعض الأحيان يتطلب بالضرورة سنوات متعددة من البيانات، وأدوات برمجية متخصصة للغاية، وأوقات حساب طويلة لإنتاج الخرائط الناتجة.

## مناطق الإدارة المحددة من علم تضاريس النبات
عادةً ما يكون الهدف من الزراعة الدقيقة هو تقسيم حقل المزرعة إلى مناطق إدارة متميزة بناءً على أداء الغلة في كل نقطة في الحقل. تعد «تقنية المعدل المتغير» مصطلحًا جديدًا نسبيًا في تكنولوجيا الزراعة يشير إلى الموزعات، والبذور، والرشاشات، وما إلى ذلك، القادرة على تعديل معدلات التدفق أثناء الطيران. تكمن الفكرة في إنشاء «خريطة وصفة» للآلات الزراعية ذات المعدل المتغير لتقديم الكمية الدقيقة من التعديلات المطلوبة في ذلك الموقع (داخل تلك المنطقة من الحقل). تنقسم الوثائق حول كيفية تحديد مناطق الإدارة بشكل صحيح.
في النهج علم تضاريس النبات لتحديد مناطق الإدارة، وجد أن التضاريس تساعد على الأقل جزئيًا في تحديد مقدار العائد الذي يأتي من أي جزء من الحقل. هذا صحيح في المجالات التي توجد فيها خصائص محددة بشكل دائم لأجزاء من الحقل، ولكن ليس صحيحًا في المجالات التي تكون فيها إمكانات النمو هي نفسها في جميع أنحاء المجال. يمكن إظهار أن خريطة الفهرس للإنتاجية (توضح مناطق الأداء المفرط المتسق للإنتاج ومناطق ضعف الأداء المتسق) ترتبط جيدًا بخريطة تصنيف الشكل الأرضي. يمكن تصنيف التضاريس بعدد من الطرق، ولكن أبسط أداة برمجية لاستخدامها هي LandMapR. يتوفر إصدار مبكر من برنامج LandMapR من خلال مشروع الجيومورفومتر المفتوح الذي تتم استضافته في إطار مشروع Google Code.

## روابط خارجية
- مشروع الجيومورفومتر المفتوح. (باللغة الإنجليزية)